# Острог (монастир)
Острог (чорн. Ostrog) — діючий сербський православний монастир в Чорногорії, розташований в горах в 15 км від міста Даниловграда, на висоті близько 900 м над рівнем моря. Заснований в XVII столітті. В монастирі зберігаються мощі його засновника — святого Василя Острозького, чудотворця, який помер 29 квітня (9 травня) 1671 року. В даний час в обителі живуть 12 ченців.

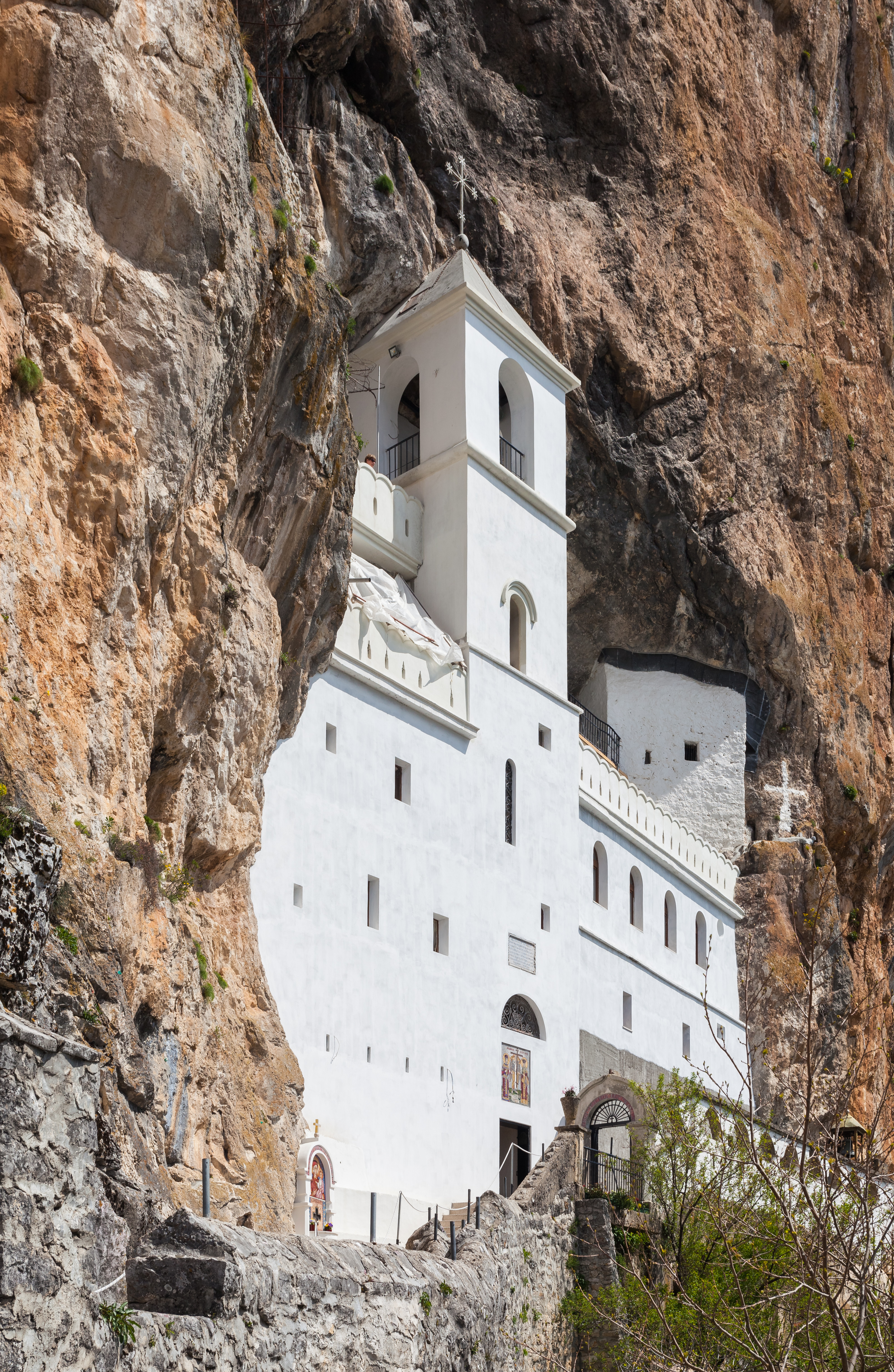
Висічений у скелі храм

Острог складається з двох частин. Нижній монастир був заснований в середині XIX століття, складається він з келій і церкви Св. Трійці. У ній покояться мощі св. новомученика Станко, 12-річного хлопчика, якому турки відрізали руки, в яких він тримав святий Хрест і не хотів його випускати.
Верхній монастир відділений від Нижнього дорогою довжиною близько 5 кілометрів, що проходить через ліс. Однак паломники, які йдуть пішки, зазвичай користуються більш короткою пішохідною дорогою, яку можна подолати за 20-25 хвилин. Верхня частина вбудована в скельну нішу на висоті 900 м над рівнем моря, вона дворівнева, і там знаходяться найважливіші пам'ятки монастиря. Ця частина комплексу складається з двох невеликих церков: Хрестовоздвиженської (1665 рік) і Введенської (XVIII століття).
Введенська церква — це дуже маленький храм, 3 на 3 метри, розташований трохи вище Хрестовоздвиженської церкви. Саме у Введенській церкві святий Василій провів 15 років у молитвах. На скалі — зображення-ікона святителя Василя Острозького. У релікварії Введенського храму зберігається ковчег з чудотворними мощами святого Василя Острозького, а також молитовна книга 1732 року і храмові свічники, що датуються 1779 роком.
Монастир знаходиться на відстані близько 30 км на захід від Подгориці, біля підніжжя скелі Острошка Греда (Ostroška greda), в 8 км від дороги, що сполучає міста Подгориця і Никшич. Стара гірська дорога пов'язує Острог з Герцеговиною та Никшичем по Царевому мосту через річку Зету. На південному узбережжі Зети ця дорога захищена старовинним замком Пандуріца. Дістатися до монастиря можливо рейсовим автобусом з Нікшича або Подгориці або на машині. Дорога місцями дуже вузька і складна.